# 아랍 커피
아랍 커피(아랍어: قهوة عربية 까흐와 아라비야[*])는 아라비카 커피콩으로 만드는 아랍식 커피 음료이다. 카다멈을 넣어 만드는 경우가 많은데, 카다멈을 넣지 않은 것을 따로 "플레인 커피(plain coffee)"라는 뜻의 "카흐와 사다(قهوة سادة)"라 부르기도 한다. 보통 손님 앞에서 커피콩을 볶고, 갈고, 우려서 거르지 않고 블랙 커피로 낸다.
"핀잔(فنجان)"이라 불리는 손잡이가 없는 작은 컵에 마시며, 때때로 끓인 커피를 달라(دلة)라 불리는 피처에 담아 제공하기도 한다. 설탕을 넣어 먹기도 하지만 그러지 않는 경우가 많으며, 쓴 커피와 달콤한 후식을 함께 내는 경우가 많다. 흔히 커피와 곁들이는 음식으로 대추야자나 건과, 글라세, 견과 등이 있다.

## 사진 갤러리

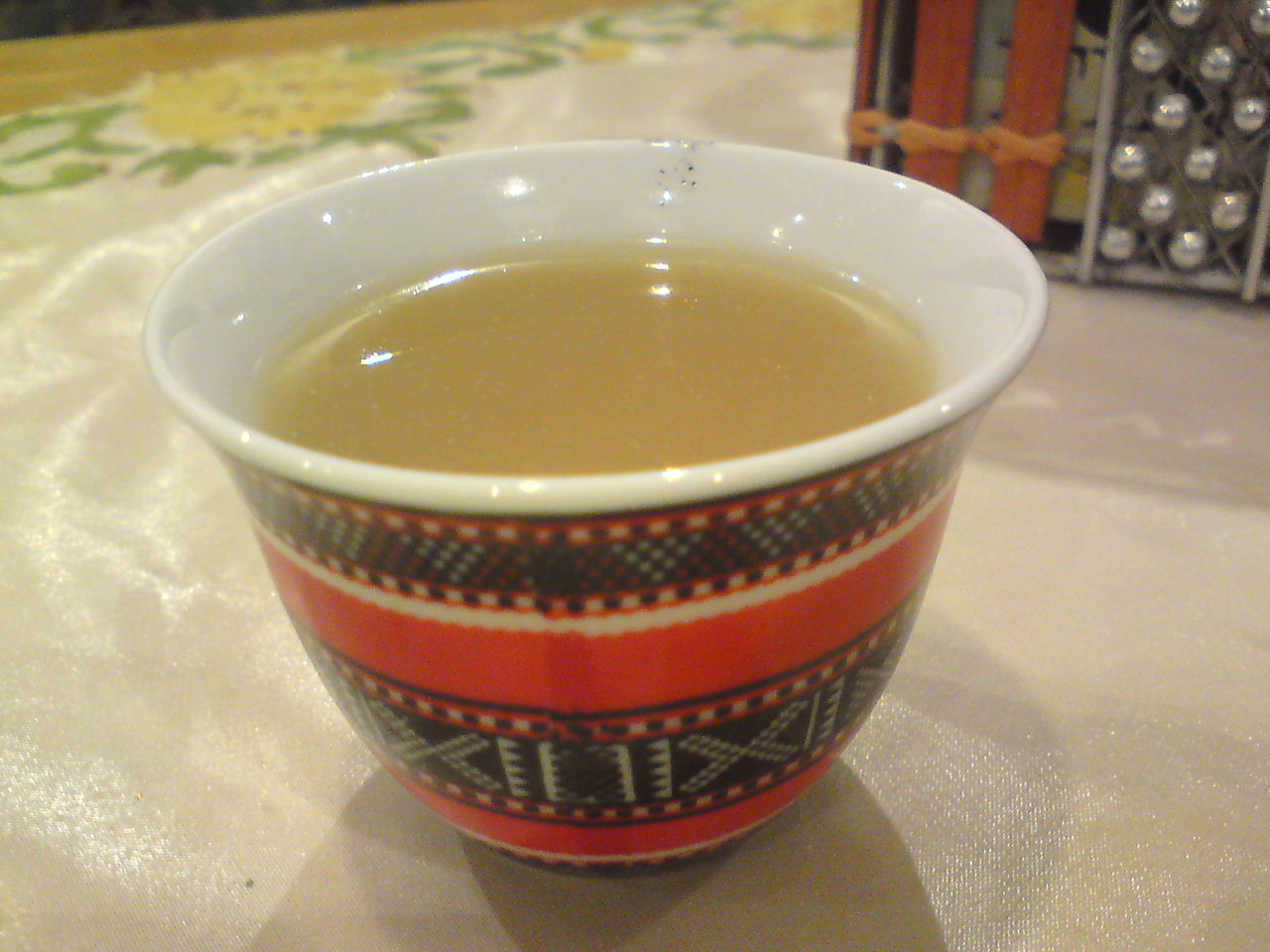
히자즈·나지드식 커피
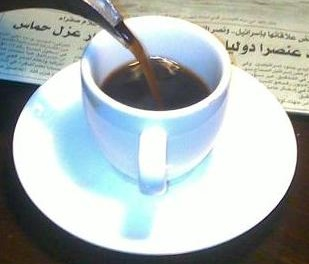
레반트식 커피

## 같이 보기
- 터키 커피